# Terry Paice
Terence Ephraham „Terry” Paice (ur. 22 lutego 1953 w Whitewood) – kanadyjski zapaśnik walczący w stylu wolnym. Olimpijczyk z Montrealu 1976, gdzie zajął piąte miejsce w kategorii 90 kg.
Brązowy medalista igrzysk panamerykańskich w 1975. Triumfator Igrzysk Brytyjskiej Wspólnoty Narodów w 1974. Trzeci w Pucharze Świata w 1973 i 1976 roku.